# Государственный комитет по работе с религиозными организациями Азербайджана
Государственный комитет по работе с религиозными организациями Азербайджана (азерб. Azərbaycan Respublikasının Dini Qurumlarla İş üzrə Dövlət Komitəsi) отвечает за регулирование деятельности религиозных организаций и обеспечение свободы вероисповедания в Азербайджане.

## История
После восстановления независимости Азербайджана для урегулирования религиозной деятельности, контроля и регистрации всех религиозных организаций было необходимо создать единое учреждение, которое занималось бы соответствующими делами.
Комитет был создан 21 июня 2001 года в соответствии с пунктом 48 Конституции Азербайджанской Республики о религиозных свободах Указом Президента № 512 для контроля деятельности религиозных организаций в стране, а также для того, чтобы защищать, создавать условия и гарантии религиозных свобод граждан и жителей Азербайджана. C момента создания комитета было зарегистрировано 995 религиозных общин, действующих в Азербайджане, из которых 958 исламских, 37 не-исламских (26 христианских, 8 еврейских, 1 — Кришны, 2 — Бахаи).

## Структура
Комитет возглавляется её председателем, заместителями председателя и главой аппарата. Основными функциями комитета являются создание условий для исповедания религии в Азербайджане; проверка на соответствие религиозной практики с законодательством о религиозных свободах; регистрация религиозных организаций , контроль на наличие того, были ли произошедшие изменения внесены в уставы этих организаций, содействие религиозным организациям по различным вопросам, создание межконфессионального диалога между религиозными организациями, создание информационной базы данных и анализа, основанного на информации и статистических данных от религиозных организаций, участие в международных конференциях по религиозным движениям, форумах; анализ образовательных программ подготовленных религиозными школами; создание условий для религиозного паломничества в другие страны для граждан Азербайджана и получения одобрения от государств, где находятся священные религиозные места.

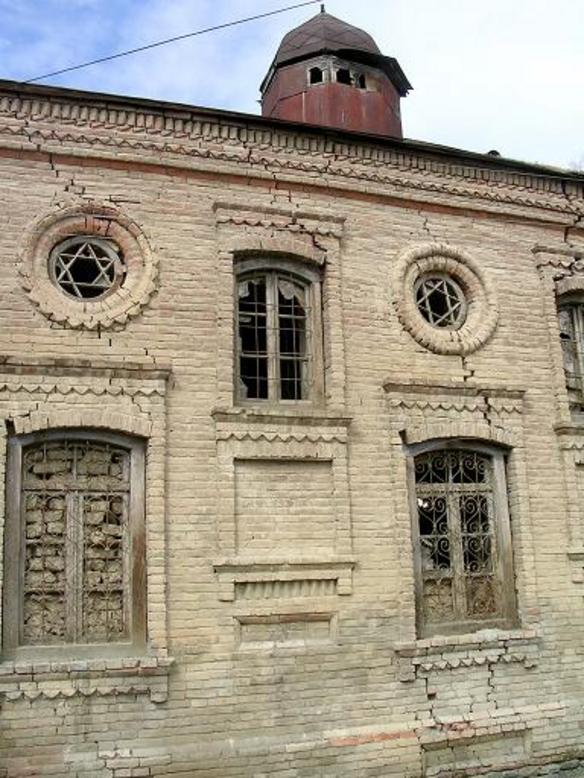
Старая синагога в Красной слободе, Губа

Все религиозные организации должны зарегистрироваться в Государственном комитете по работе с религиозными организациями, прежде чем исполнять какую-либо религиозную практику.
Государственный комитет по работе с религиозными организациями Азербайджана с целью информирования общественности раз в два месяца выпускает бюллетень.

### Обязанности
Обязанностями Комитета являются:
- создание необходимых условий для осуществления свободы вероисповедания;
- организация контроля над соблюдением законодательных актов по свободе вероисповедания;
- обеспечение проведения государственной регистрации религиозных структур, а также на основе соответствующих порядков осуществление изменений и дополнений в устав этих организаций;
- достижение договорённости с государственными учреждениями по просьбе религиозных организация, а также при задачах, требующих решения со стороны государственных учреждений оказывать необходимую помощь религиозным организациям;
- способствование укреплению взаимоотношений и уважения между религиозными учреждениями, разрешение возможных проблем между ними на равноправных условиях и предотвращение других негативных проявлений;
- создание общей базы данных, собрав всю информацию из религиозных центров, учреждений и других религиозных организаций;
- оказание помощи религиозным организациям в участие на религиозных мероприятиях, форумах и в построении крепких отношений с другими международными религиозными центрами и учреждениями;
- обеспечение проведения религиоведческой экспертизы с участием соответствующих представителей и специалистов религиозных учреждений;
- осуществление координации и контроля над деятельностью по вопросам религии органов исполнительной власти;
- анализ программы обучения в религиозных учебных заведениях, а также создание экспертной комиссии с целью анализа качества преподавания;Синагога ашкеназских евреев в Баку

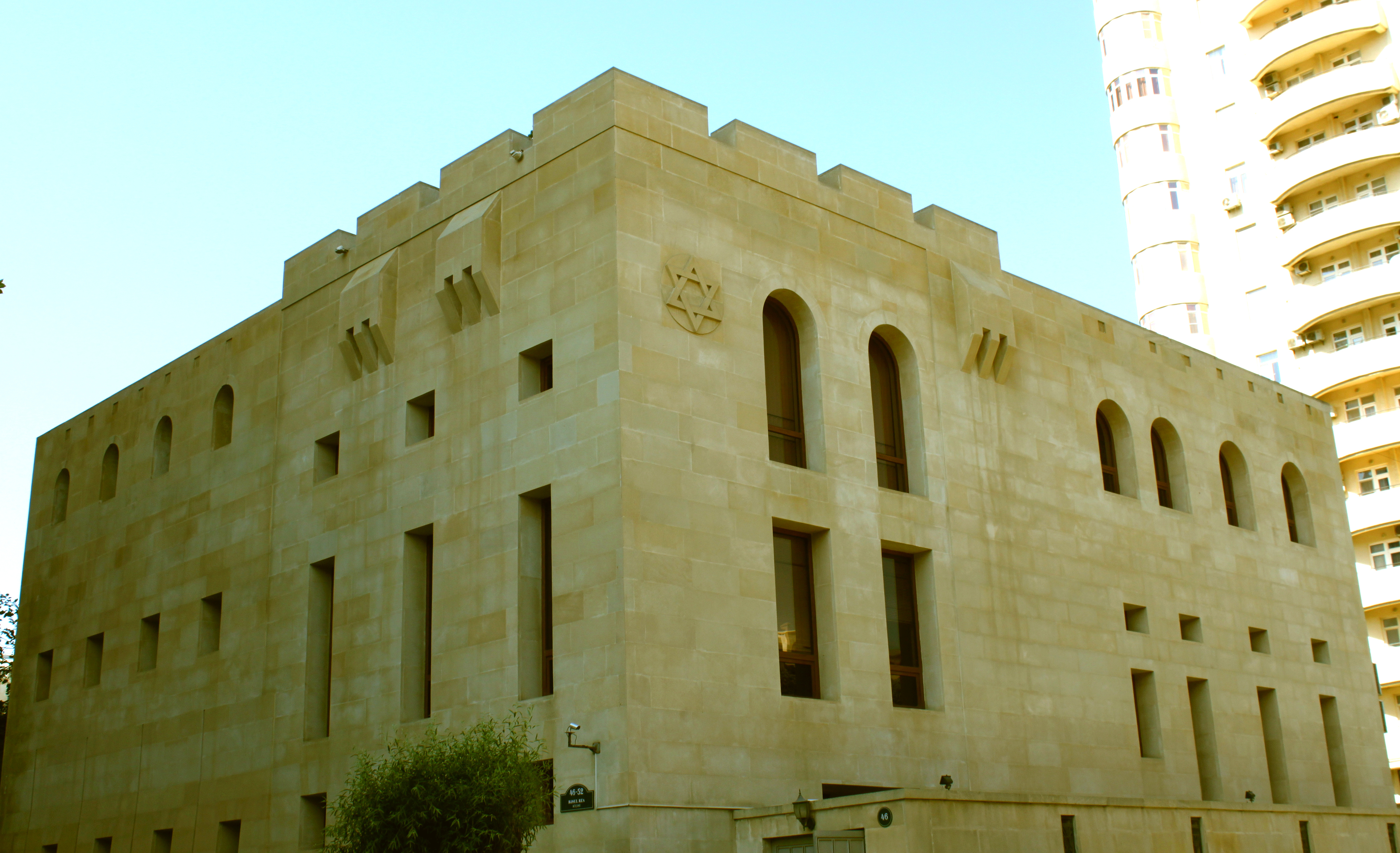
Синагога ашкеназских евреев в Баку

- участие в достижении межгосударственных соглашений по вопросам паломничества в зарубежные святые места.

### Права и свободы
Согласно соответствующему законодательству комитет имеет следующие права:
- обращение к Президенту и в Кабинет Министров Азербайджанской Республики с  предложениями по усовершенствованию соответствующего законодательства, а также государственно-религиозных отношений;
- осуществление контроля над производством, импортом и распространением литературы и предметов религиозного назначения;
- привлечение экспертов и консультантов, а также заключение с ними договоров для разработки и осуществления соответствующих работ;Церковь Святого Елисея в удинском селении Нидж

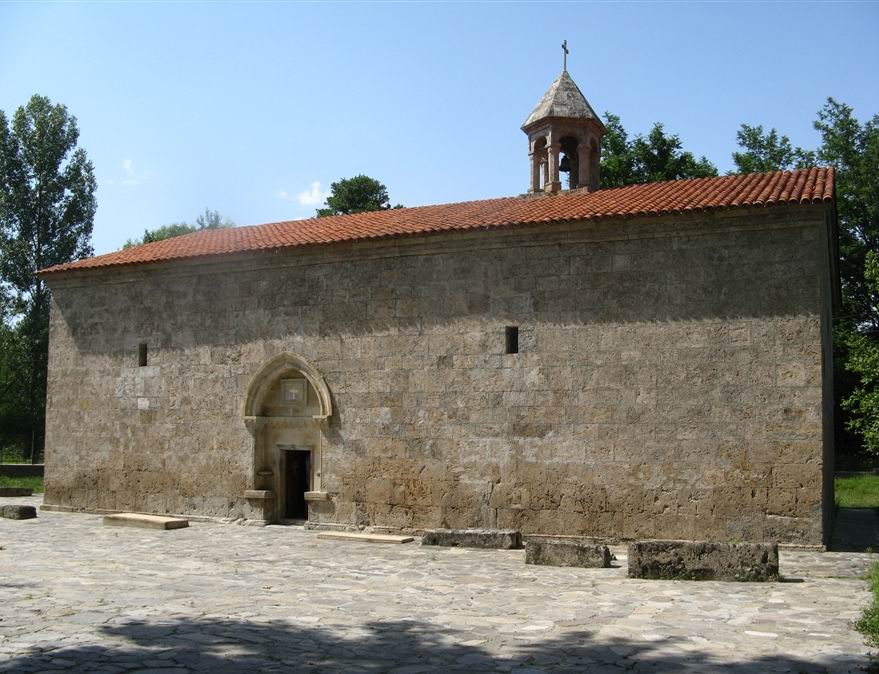
Церковь Святого Елисея в удинском селении Нидж

- учреждение периодической печати, выпуск бюллетеня и других изданий в установленном законодательстве порядке;
- в рамках полномочий, учреждение соответствующих структур с целью выполнения обязанностей;
- получение информации о религиозных организациях, существующих в Республике, а также привлечение религиозных экспертов с целью мониторинга качества религиозного образования;
- сообщение Президенту и Кабинету Министров Азербайджанской Республики о возможных религиозно-политических провокациях, дискриминации религиозных сект, а также поднятие вопроса перед соответствующими государственными органами в связи с вышеперечисленными ситуациями;
- поднятие вопроса перед соответствующими учреждениями в случае действий религиозных организаций или отдельных лиц, противоречащих законодательству о свободе вероисповедания;
- обращение в  суд о прекращение деятельности определённой религиозной организации в случае нарушения положений  законодательства о свободе вероисповедания;
- участие в подготовке учебных программ и пособий для предметов связанных с религиоведением, историей религии, религиозно-философскими отношениями и т.д.;
- в соответствие с законом поднятие вопроса о возвращении религиозным общинам конфискованных в своё время и использованных в других целях религиозных объектов.

## Религиозные общины

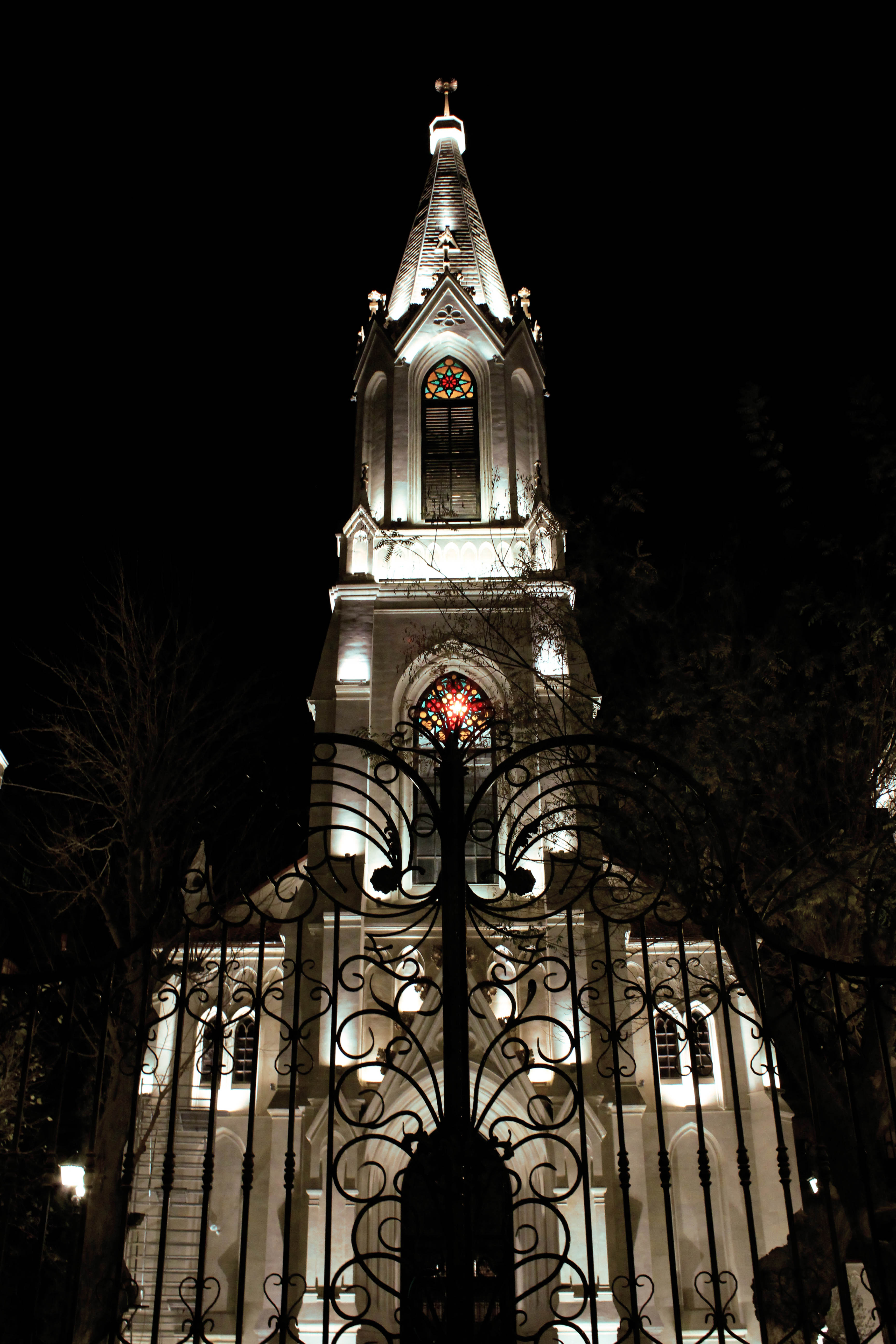
Лютеранская церковь Спасителя в Баку

В Азербайджане, кроме множества мусульманских религиозных общин также существуют не мусульманские общины, которые имеют равные права, независимо от вероисповедания.

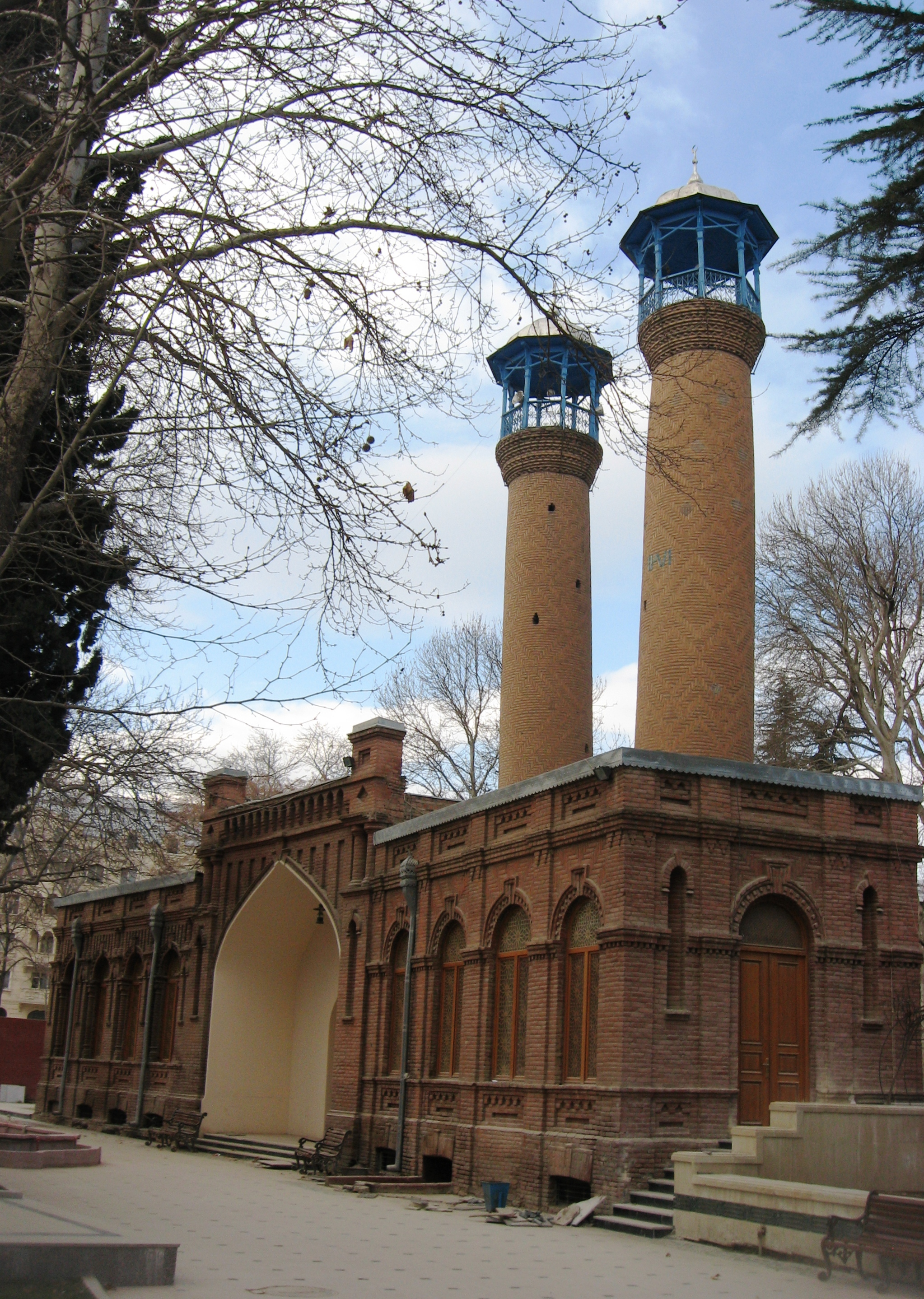
Джума-мечеть (мечеть шаха Аббаса) 1606 года в Гяндже

| Название общины                                                                                  | Дата регистрации     |
| Организация бакинской и азербайджанской епархии русской Православной Церкви                      | 12 октября 2009 года |
| Религиозная община Горских Евреев в Баку                                                         | 15 октября 2009 года |
| Религиозная община «Баку Сознание Кришны»                                                        | 25 ноября 2009 года  |
| Религиозная община Христианская библия «Новая жизнь»                                             | 25 ноября 2009 года  |
| Религиозная община Азербайджанские евреи                                                         | 5 декабря 2009 года  |
| Сумгаит, «Молоканская духовно-христианская» религиозная община                                   | 8 декабря 2009 года  |
| Религиозная община «Сумгаитские евреи»                                                           | 8 декабря 2009 года  |
| Баку, «Молоканская духовно-христианская» религиозная община                                      | 14 декабря 2009 года |
| Губа, религиозная община «Горские Евреи Красной слободы»                                         | 16 декабря 2009 года |
| Албано-Удинская Христианская религиозная община Азербайджанской Республики                       | 17 декабря 2009 года |
| Бакинская религиозная община европейских евреев                                                  | 24 декабря 2009 года |
| Бакинская религиозная община грузинских евреев                                                   | 25 декабря 2009 года |
| Гобустан, д.Хилмилли «Молоканская духовно-христианская» религиозная община                       | 21 января 2010 года  |
| Баку, религиозная община Бахаи                                                                   | 31 марта 2010 года   |
| Гах, д.Гахингилой, грузинская православная христианская религиозная община «Святой Георгий»      | 15 апреля 2010 года  |
| Гах, д.Алибейли, грузинская православная христианская религиозная община «Святой Нино»           | 23 апреля 2010 года  |
| Баку, лютеранская религиозная община «Спаситель Евангелий»                                       | 14 мая 2010 года     |
| Сумгаит, религиозная община Бахаи                                                                | 24 мая 2011 года     |
| Огуз, Албано-удинская христианская религиозная общин                                             | 1 июля 2011 года     |
| Религиозная структура «Апостольская Префектура католической церкви в Азербайджанской Республике» | 7 июля 2011 года     |
| «Слово жизни» христианская религиозная община                                                    | 23 мая 2012 года     |
| Исмаиллы, д. Ивановка «Молоканская духовно-христианская» религиозная община                      | 13 ноября 2015 года  |
| Сумгаит, «Слово жизни – 2» христианская религиозная община                                       | 13 ноября 2015 года  |
| Гянджа, Еврейская религиозная община                                                             | 20 апреля 2016 года  |
| Баку, религиозная община «Адвентисты Седьмого Дня»                                               | 9 сентября 2016 года |
| Баку, «Библейское Общество Азербайджана» христианская религиозная община                         | 9 сентября 2016 года |
| Огуз, Еврейская религиозная община                                                               | 21 декабря 2016 года |

## Председатели
- Рафик Алиев[азерб.] (21 июня 2001 — 27 июня 2006)
- Гидаят Оруджев (25 июля 2006 — 31 мая 2012)
- Эльшад Искендеров[азерб.] (31 мая 2012 — 2 мая 2014)
- Мубариз Гурбанлы (21 июля 2014 — 14 февраля 2024)[4][5]
- Рамин Мамедов (с 8 апреля 2024 — )[6]

## Международные отношения и религиозные мероприятия

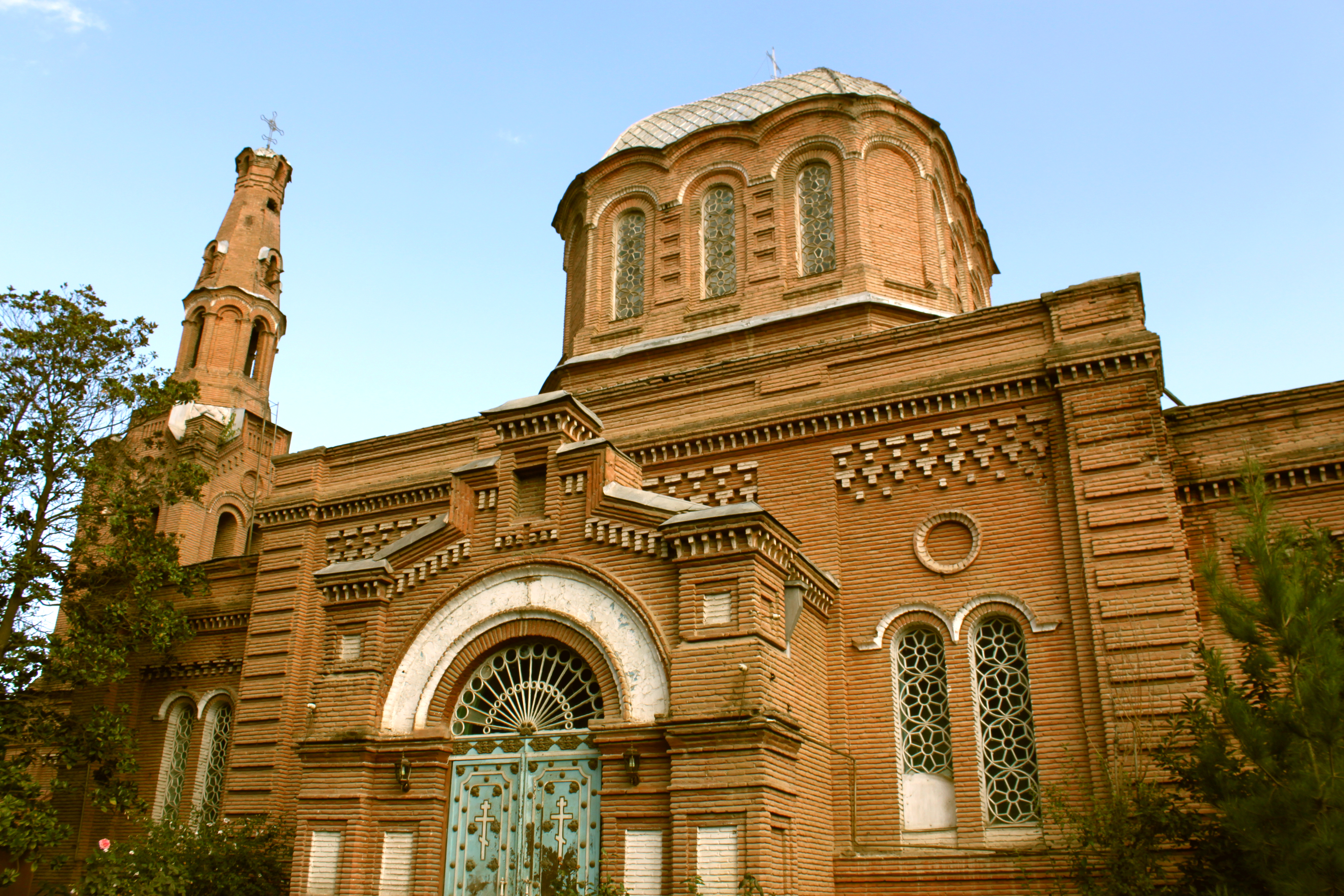
Александро-Невская церковь в Гяндже, построенная 1887 году

20-21 декабря 2001 года в Баку прошла международная конференция на тему "Отношение ислама к террору: истинное соображение и искаженный комментарий". На конференции приняли участие около 40 ведущих ученых-исламоведов и специалистов из США, Норвегии, Германии, России и некоторых исламских стран, а также представители религиозных конфессий.
17-18 июня 2002 года Бюро ПАСЕ по Правам Человека совместно с Бакинским офисом ПАСЕ и Государственным Комитетом провели в Баку семинар на тему "Обеспечение свободы религии и вероисповедания в борьбе против экстремизма: сложности в Азербайджане и существующая практика". Наряду с зарубежными гостями и учёными НАНА на семинаре приняли участие также представители большинства религиозных общин в Азербайджане.
9 марта 2003 года в Баку открылась новая еврейская синагога, являющаяся самой крупной в Европе, а в сентябре - первая еврейская школа.
16-18 апреля 2003 года по приглашению Государственного Комитета Азербайджана Римский Патриарх Варфоломей I совершил официальный визит в Баку.
В ноябре 2014 года в Баку прошла международная конференция на тему «Укрепление религиозной толерантности (Азербайджанская модель, вызовы в регионе ОБСЕ и за ее пределами)». Конференция была организована при поддержке Бакинского проектного координатора ОБСЕ, Управления мусульман Кавказа и Национальной комиссии ЮНЕСКО по Азербайджанской Республике. На мероприятие приняли участие проектный координатор ОБСЕ в Баку Алексис Шахтахтинский, Председатель Управления мусульман Кавказа шейх уль-ислам Аллахшукюр Пашазаде, руководитель постоянной делегации Азербайджана в Парламентской Ассамблее ОБСЕ Бахар Мурадова, патриарх Московской и всей Руси Кирилл, ректор Тбилисской духовной академии, протопресвитер Георгий Звиададзе, католикос-патриарх всей Грузии Илий II, посол Великобритании в Азербайджане Ирфан Сиддиг. Были проведены обсуждения на тему толерантности в Азербайджане и было отмечено, что несмотря на карабахский конфликт, в Баку существует армянская церковь.
В декабре 2017 года в Баку прошла международная конференция «2017 – Год исламской солидарности: межрелигиозный и межкультурный диалог». Участники конференции призвали государства, международные и региональные организации, а также религиозных лидеров к продолжению содействия межкультурному и межрелигиозному диалогу, взаимопониманию и расширению сотрудничества.

## См.также
- Азербайджанский институт теологии